# Березівський лісовий заказник
Бере́зівський зака́зник — лісовий заказник місцевого значення в Україні. Розташований у межах Березнівського району Рівненської області, на території Марининської сільської ради. 
Площа 23,7 га. Статус присвоєно згідно з рішенням Рівненської облради № 322 від 05.03.2004 року. Землекористувач: ДП «Соснівський лісгосп» (Більчаківське лісництво, квартал 11, виділ 12; квартал 10, виділи 13, 24). 
Особливу цінність становлять ділянки дубово-грабових лісів з центральноєвропейським видом — осокою трясучкоподібною. Такі угруповання в Україні малопоширені, занесені до «Зеленої книги України» та охороняються. Також траплаються гніздівка звичайна і лілія лісова, занесені до «Червоної книги України», та наперстянка великоквіткова — цінна лікарська рослина. Певну оригінальність заказнику надають виходи гірських порід у вигляді розкиданого каміння, серед якого плямами трапляється реліктовий вид — рододендрон жовтий.